# Gladsaxe-Herlev Provsti
Gladsaxe-Herlev Provsti er et provsti i Helsingør Stift.
Gladsaxe-Herlev Provsti består af 11 sogne med 11 kirker, fordelt på 10 pastorater.

## Pastorater
| Pastorater i Gladsaxe-Herlev Provsti | Pastorater i Gladsaxe-Herlev Provsti | Pastorater i Gladsaxe-Herlev Provsti |
| ------------------------------------ | ------------------------------------ | ------------------------------------ |
| Bagsværd Pastorat                    | Buddinge Pastorat                    | Gladsaxe Pastorat                    |
| Herlev Pastorat                      | Lindehøj Pastorat                    | Mørkhøj Pastorat                     |
| Præstebro Pastorat                   | Søborggård-Haralds Pastorat          | Søborgmagle Pastorat                 |
| Stengård Pastorat                    |                                      |                                      |

## Sogne
| Sogne i Gladsaxe-Herlev Provsti | Sogne i Gladsaxe-Herlev Provsti | Sogne i Gladsaxe-Herlev Provsti |
| ------------------------------- | ------------------------------- | ------------------------------- |
| Bagsværd Sogn                   | Buddinge Sogn                   | Gladsaxe Sogn                   |
| Haralds Sogn                    | Herlev Sogn                     | Lindehøj Sogn                   |
| Mørkhøj Sogn                    | Præstebro Sogn                  | Stengård Sogn                   |
| Søborggård Sogn                 | Søborgmagle Sogn                |                                 |